# Shaun Bownes
Shaun Patrick Bownes (ur. 24 października 1978 w Johannesburgu) – południowoafrykański lekkoatleta, płotkarz, medalista halowych mistrzostw świata i mistrz igrzysk Wspólnoty Narodów, dwukrotny olimpijczyk.
Specjalizował się w biegu na 110 metrów przez płotki, a w hali w biegu na 60 metrów przez płotki.
Zwyciężył w biegu na 110 metrów przez płotki na mistrzostwach Afryki w 1998 w Dakarze. Zdobył brązowy medal na tym dystansie na igrzyskach Wspólnoty Narodów w 1998 w Kuala Lumpur, przegrywając jedynie z Tonym Jarrettem z Anglii i z Steve’em Brownem z Trynidadu i Tobago. Odpadł w ćwierćfinale na tym dystansie na mistrzostwach świata w 1999 w Sewilli, a na igrzyskach afrykańskich w 1999 w Johannesburgu zajął 5. miejsce. Odpadł w półfinale biegu na 110 metrów przez płotki na igrzyskach olimpijskich w 2000 w Sydney.
Zdobył brązowy medal w biegu na 60 metrów przez płotki na halowych mistrzostwach świata w 2001 w Lizbonie, przegrywając tylko z Terrence’em Trammellem ze Stanów Zjednoczonych i Anierem Garcíą z Kuby. Na mistrzostwach świata w 2001 w Edmonton zajął 8. miejsce w biegu na 110 metrów przez płotki.
Zwyciężył w tej konkurencji na igrzyskach Wspólnoty Narodów w 2002 w Manchesterze, wyprzedzając Colina Jacksona z Walii i Maurice’a Wignalla z Jamajkii oraz na mistrzostwach Afryki w 2002 w Radisie. zajął 8. miejsce w biegu na 60 metrów przez płotki na halowych mistrzostwach świata w 2003 w Birmingham. Odpadł w półfinale biegu na 110 metrów przez płotki na mistrzostwach świata w 2003 w Paryżu. Odpadł w półfinale biegu na 60 metrów wprzez płotki na halowych mistrzostwach świata w 2004 w Budapeszcie.
Zdobył srebrny medal w biegu na 110 metrów przez płotki na mistrzostwach Afryki w 2004 w Brazzaville. Odpadł w półfinale tej konkurencji na igrzyskach olimpijskich w 2004 w Atenach, a na igrzyskach Wspólnoty Narodów w 2006 w 
Melbourne zajął 6. miejsce.
Na igrzyskach afrykańskich w 2007 zdobył brązowy medal w biegu na 110 metrów przez płotki. Odpadł w elliminacjach tej konkurencji na mistrzostwach świata w 2007 w Osace.
Był mistrzem Południowej Afryki w biegu na 110 metrów przez płotki w latach 2000, 2002–2004 i 2006. Ośmiokrotnie poprawiał rekord swego kraju w tej konkurencji do czasu 13,26 s, uzyskanego 14 lipca 2001 w Heusden-Zolder (były rekord Afryki). Jest do tej pory (październik 2020) halowym rekordzistą Afryki w biegu na 50 metrów przez płotki (6,48 s, uzyskany 25 lutego 2001 w Liévin) i w biegu na 60 metrów przez płotki (7, 52 s, uzyskany 23 lutego 2001 w Gandawie).